# Erlen (Wipperfürth)
Erlen ist eine Ortschaft (unterteilt in Ober-, Mittel-, und Untererlen) im Ortsteil Wipperfürth der gleichnamigen Stadt im Oberbergischen Kreis im Regierungsbezirk Köln in Nordrhein-Westfalen (Deutschland). Neben diesem Erlen gibt es in Wipperfürth auch noch die gleichnamigen Ortschaften Erlen im Ortsteil Kreuzberg und Erlen im Ortsteil Wipperfeld.

## Lage und Beschreibung
Der Ort liegt im Südwesten der Stadt Wipperfürth im Tal des Baches Erler Siefen. Nachbarorte sind Vorderschöneberg, Klingsiepen, Weinbach und Eichholz.
Politisch wird der Ort durch den Direktkandidaten des Wahlbezirks 7.1 (071) südwestliches Stadtgebiet im Rat der Stadt Wipperfürth vertreten.

## Geschichte
1443 wird der Ort erstmals unter der Bezeichnung „Erlen“ in einer Einkunfts- und Rechteliste des Kölner Apostelstiftes genannt. Die Karte Topographia Ducatus Montani aus dem Jahre 1715 zeigt einen Hof und bezeichnet diesen mit „Erlen“. Die Topographische Aufnahme der Rheinlande von 1825 zeigt auf umgrenztem Hofraum unter dem Namen „Erdeln“ vier getrennt voneinander liegende Grundrisse. In der Preußischen Uraufnahme von 1840 lautet die Ortsbezeichnung wieder „Erlen“.
Im Bereich der Ortschaft steht ein als Denkmal geschütztes steinernes Wegekreuz. Die Entstehung des Kreuzes wird auf das Ende des 18. Jahrhunderts datiert.
2021 wurden die Straßen Erlen auf Antrag der Anwohner in Untererlen, Mittelerlen und Obererlen umbenannt. Grund dafür waren Probleme mit Rettungsdiensten und Paketzustellern, da es auf dem Stadtgebiet Wipperfürth zwei weitere Ortschaften mit dem Namen Erlen gibt.

## Busverbindungen
Über die im Ort befindliche Haltestelle der Linien 426 und 429 (VRS/OVAG) ist Erlen an den öffentlichen Personennahverkehr angebunden.

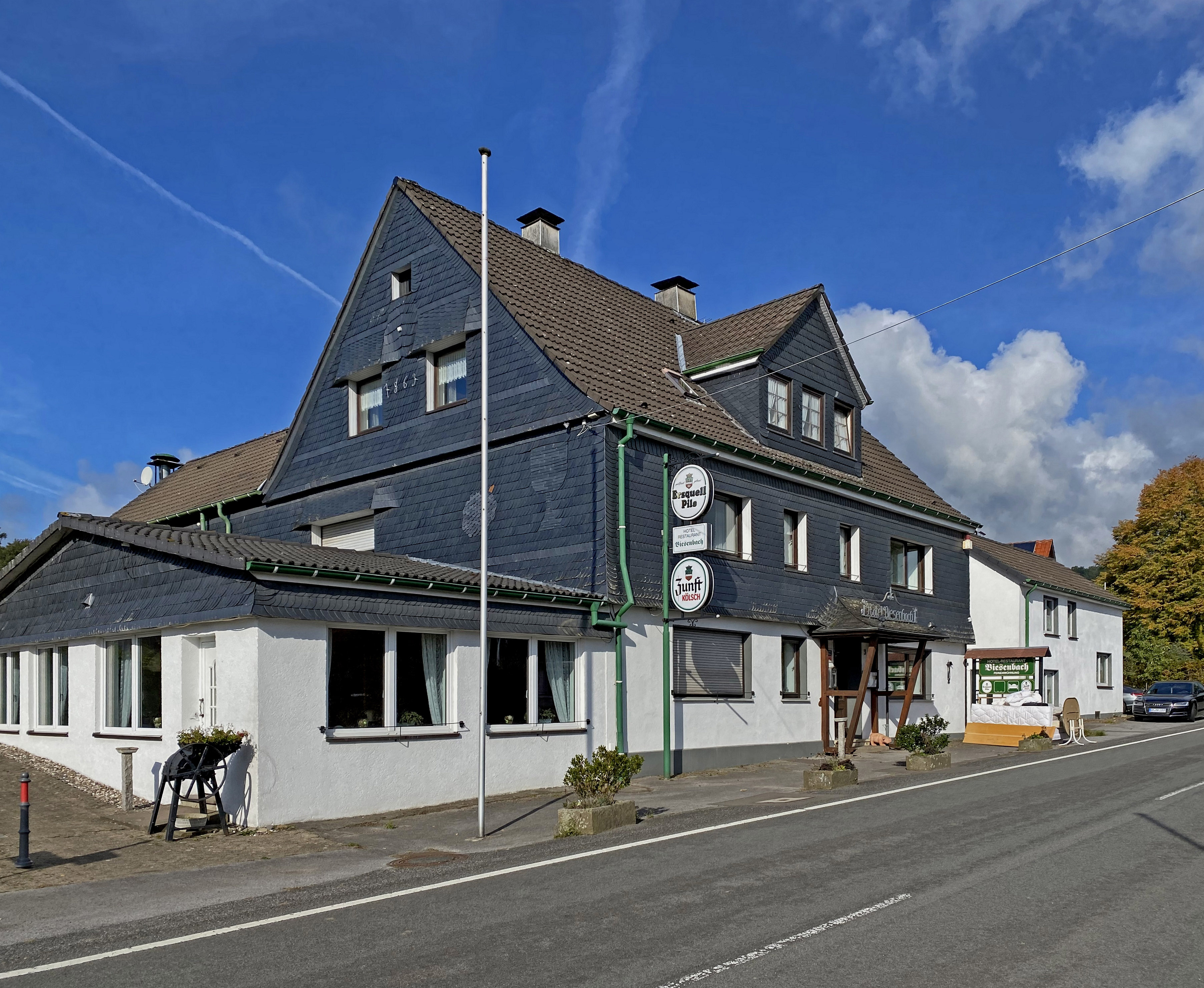
Hotel-Restaurant Biesenbach
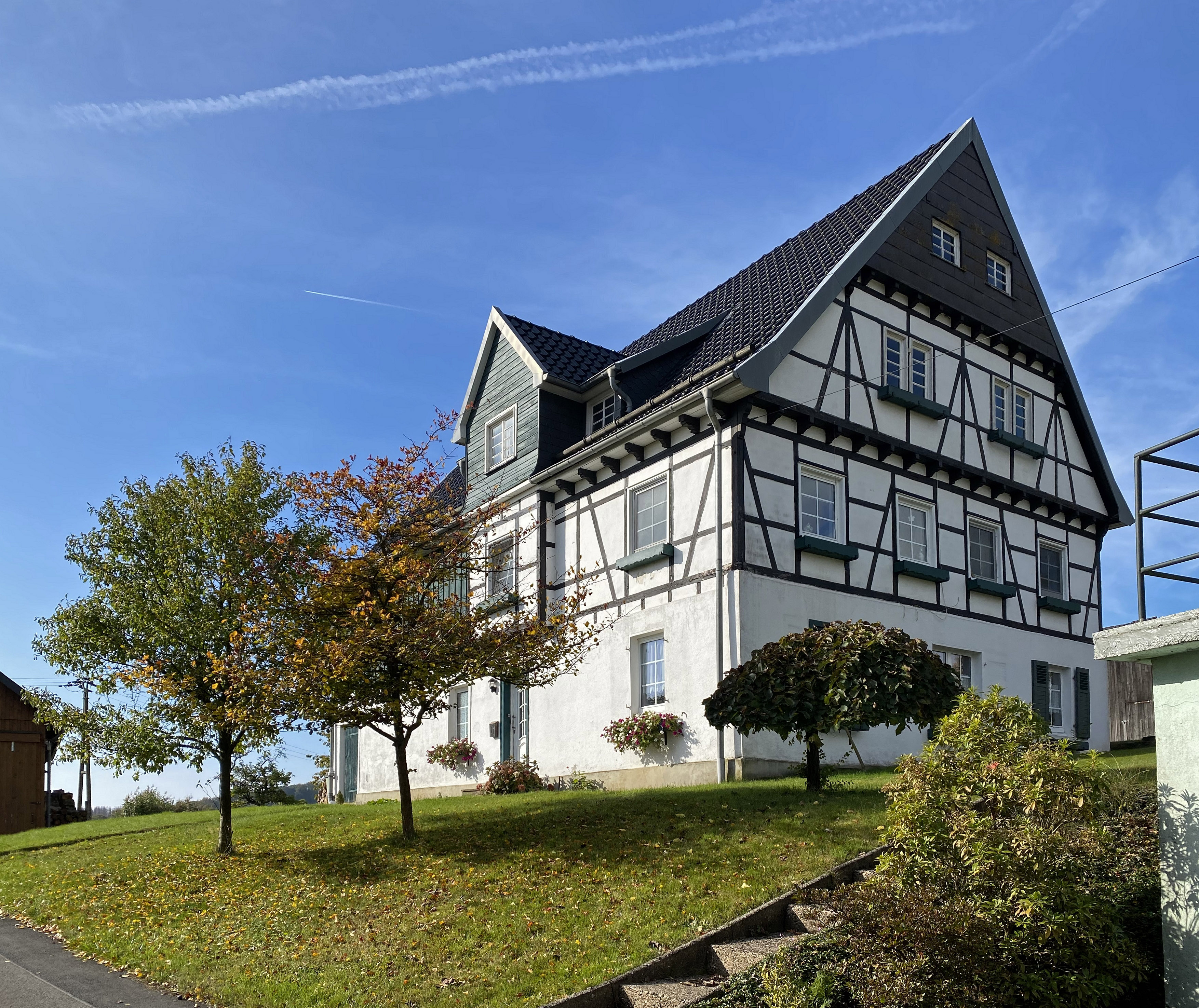
Fachwerkhaus Untererlen 7
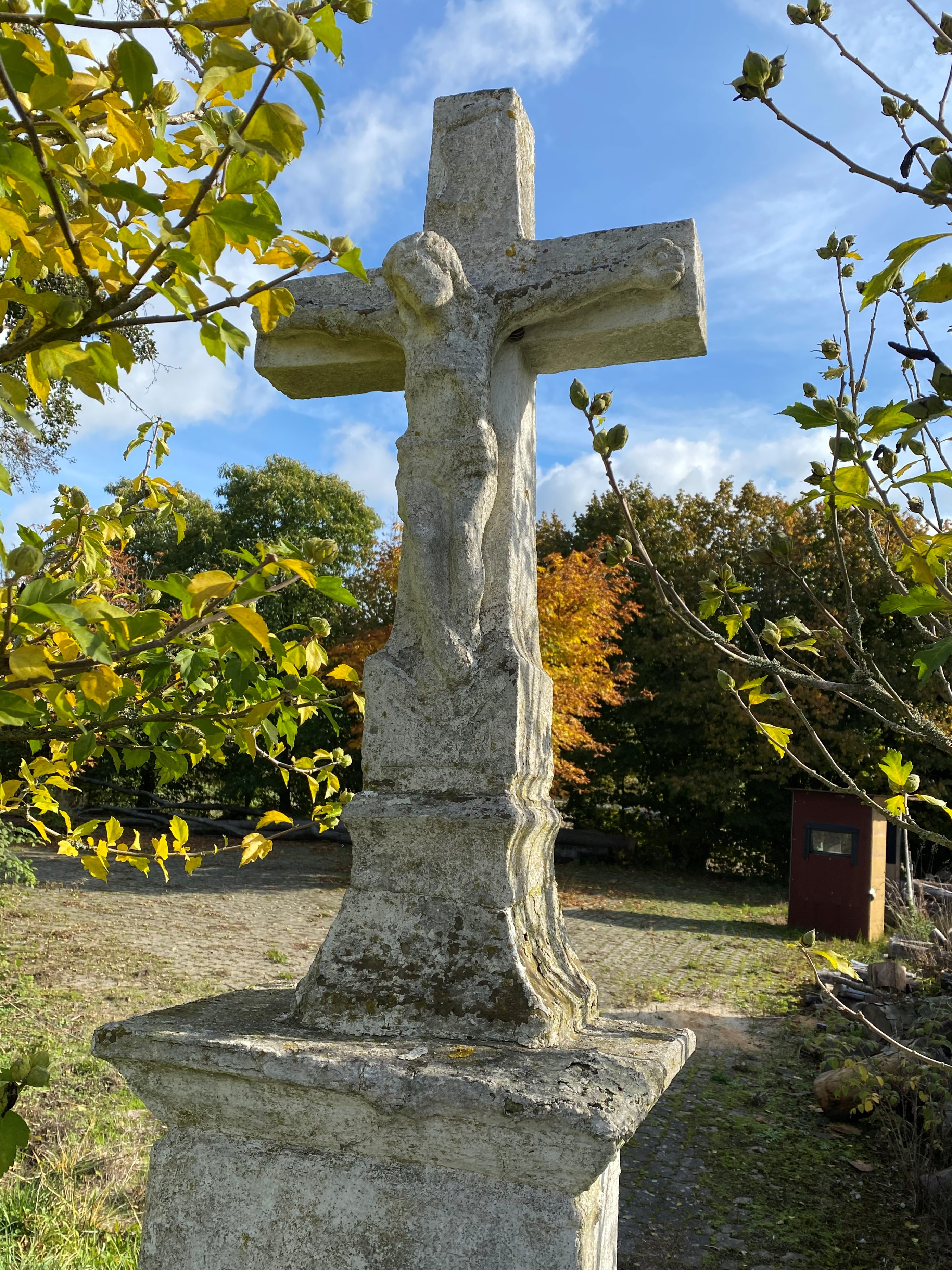
Wegekreuz Erlen